# Riedenheim
Riedenheim é um município da Alemanha, situado no distrito de Würzburgo, no estado da Baviera. Tem 23,99 km² de área, e sua população em 2019 foi estimada em 702 habitantes.